# Gare centrale de Montréal
Gare centrale de Montréal – główny dworzec kolejowy w Montrealu, w prowincji Quebec, w Kanadzie. Rocznie obsługuje około 18 mln pasażerów.
Zaprojektowany przez Johna Campbella Merretta, główny hol znajduje się na rue de la Gauchetière i zajmuje prawie cały blok ograniczony przez de la Gauchetière, Rue University, René-Lévesque Boulevard i Rue Mansfield. Stacja jest ozdobiona płaskorzeźbami art déco wewnątrz i na zewnątrz. Budynek dworca i skojarzone z nim obiekty są własnością Homburg Invest Inc z dnia 30 listopada 2007 roku. Wcześniej, od powstania stacji w 1943 r., należała do Canadian National Railway (CN).
Dworzec centralny znajduje się w centrum Korytarza Quebec-Windsor, najbardziej ruchliwej trasie w obszarze usług kolejowych w kraju (wprowadzane do obrotu jako korytarz), która rozciąga się od Windsor i Sarnia na zachodzie, przez Toronto, Ottawę i Montreal, do Quebecu na wschodzie. Pociągi Inter-city są obsługiwane przez VIA Rail i Amtrak, podczas gdy usługi kolei podmiejskich obsługiwane są przez Agence métropolitaine de transport (AMT). Stacja jest również podłączona do systemu metra.
Dworzec Centralny jest drugą najbardziej ruchliwą stacją Via Rail w Kanadzie, po Toronto Union Station. Jej kod Via to MTRL, kod Amtrak to MTR, a kod IATA to YMY.